# Prostaat

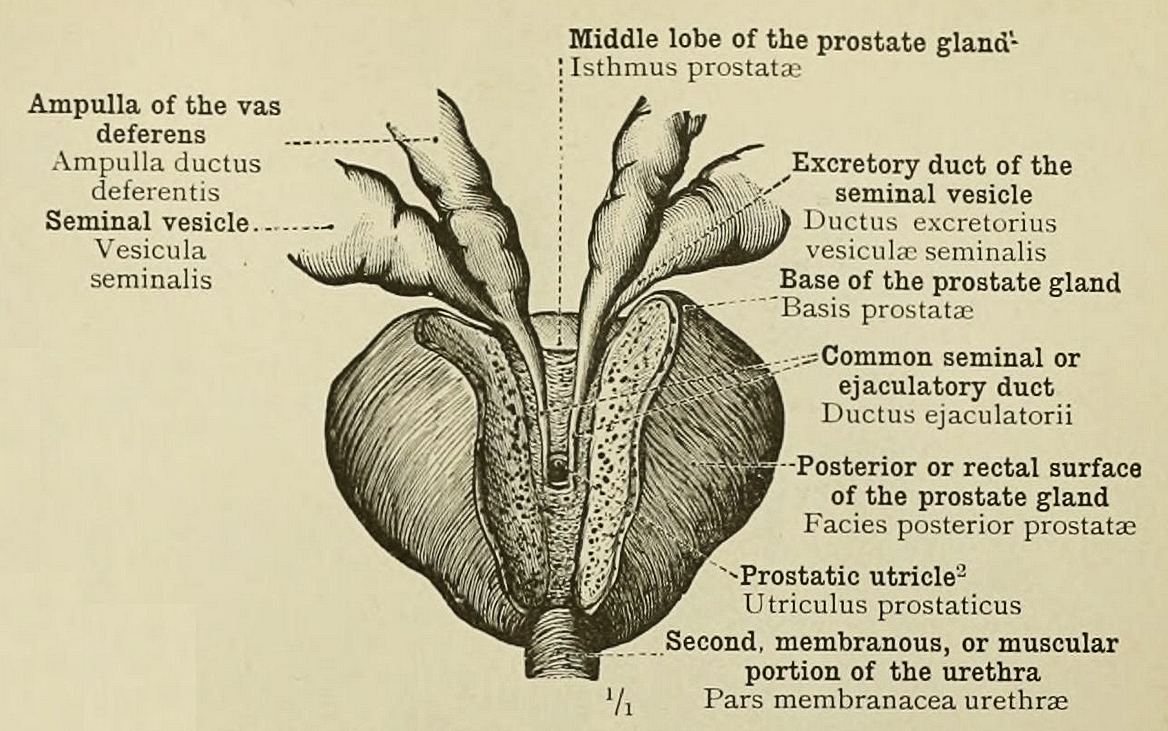
Prostaat

De prostaat of voorstanderklier is een klier die bij de man vlak onder de blaas om de urinebuis heen zit. Het woord prostaat is afgeleid van het Oudgriekse woord προστάτης - prostátēs, letterlijk "degene die voor staat", "beschermer", "wachter". De prostaat bevindt zich naast het rectum en produceert enkele hulpstoffen die tijdens de ejaculatie aan de zaadcellen worden toegevoegd.
In 2002 werden door het internationaal comité van anatomische terminologie de vrouwelijke para-urethrale klieren benoemd als 'vrouwelijke prostaat'.
De prostaat verschilt aanmerkelijk tussen verschillende diersoorten, zowel anatomisch, chemisch als fysiologisch.

## Functie
Het prostaatsecreet is ongeveer 30% van het volume van het ejaculaat en het bevat belangrijke stoffen voor de beweeglijkheid van het sperma. Het prostaatsecreet is kleurloos, dunvloeibaar en enigszins basisch. De prostaatvloeistof wordt uitgedreven met de eerste delen van het ejaculaat, samen met de zaadcellen, deze zijn dan beweeglijker, hebben een langere levensduur en een betere bescherming van het genetisch materiaal (DNA).

## Samenstelling van de prostaatvloeistof
De samenstelling van de prostaatvloeistof varieert per diersoort maar bestaat hoofdzakelijk uit suikers en is basisch. In menselijk prostaatvocht is het proteïnegehalte minder dan 1% en het bevat fosfatase en proteolitische enzymen, waaronder semenogelase, ook bekend als prostaatspecifiek antigeen (PSA). De vloeistof bevat ook zink met een concentratie van 500-1000 maal die van bloed.

## Regulatie
Om goed te werken heeft de prostaat mannelijke hormonen (androgenen) nodig. Het belangrijkste mannelijk hormoon is testosteron, dat wordt geproduceerd in de testikels.

## Ontwikkeling
De prostaat bestaat uit de aangepaste wand van het voorste deel van de mannelijke urinebuis en ontwikkelt zich vanaf de 9e week in de ontwikkeling van het embryo.
Het deel van de urinebuis dat door de prostaat heen loopt, ontwikkelt zich uit het middenste (bekken)deel van de urogenitale holte. Vanuit het endoderm groeit het prostaatdeel van de urinebuis in het omliggende mesenchymatische weefsel. Het epitheelklierweefsel van de prostaat verschilt van deze endodermatische cellen en het bijbehorende mesenchym en ontwikkelt tot een dicht stroma en glad spierweefsel van de prostaat.

## De vrouwelijke prostaat
De para-urethrale klieren in vrouwen zijn biologisch homoloog met de mannelijke prostaat. In 2002 zijn de para-urethrale klieren hernoemd tot prostaat.

## Aandoeningen van de prostaat

### Mogelijke symptomen
De volgende symptomen kunnen, elk op zich, wijzen dat er iets fout gaat met de prostaat:
- Plassen lukt niet meer zo goed, doordat de straal minder krachtig is
- De indruk dat de blaas niet helemaal geledigd wordt, waardoor men vaker moet urineren
- Pijn in de onderbuik
- Pijn bij het urineren
- Vage lage rugpijn
- Urine ziet wat troebel of is wat roder gekleurd.

### Mogelijk onderzoek
De arts kan de urine onderzoeken en een rectaal onderzoek uitvoeren. Hij kan ook verder onderzoek laten uitvoeren, zoals een echografie, een cystoscopie (onderzoek van de blaas) en een intraveneuze urografie (radiologisch onderzoek van de urinewegen).
Er bestaat een aantal aandoeningen van de prostaat.

### Goedaardige vergroting van de prostaat (adenoom)
Adenoom komt het meeste voor. Op oudere leeftijd kan de prostaat groter worden. Hierdoor kan hij gaan drukken op de urinebuis, waardoor het plassen moeilijker gaat. Men spreekt dan van benigne prostaathyperplasie (BPH). Deze plasklachten worden ook wel Lower Urinary Tract Symptoms LUTS genoemd. Behandeling hiervan is drieledig: medicamenteus, chirurgisch en gedragsmatig. Een meta-analyse naar het effect van de positie tijdens het urineren bij gezonde mannen en mannen met LUTS toonde dat voor gezonde mannen er geen verschil was tussen staand en zittend. Bij mannen met LUTS bleek dat bij zittend urineren:
- de hoeveelheid urine die in de blaas achterblijft duidelijk afneemt,
- de kracht van de straal toeneemt,
- de totale tijd van het urineren afneemt.

Dit urologische profiel resulteert in een lagere kans op blaasontsteking en blaasstenen.

### Prostatitis en prostaatabces
Prostatitis is een bacteriële ontsteking van de prostaat. Prostatitis wordt soms veroorzaakt door urinewegontsteking of door seksueel overdraagbare aandoeningen. Het komt ook voor bij jongere mannen. Bij prostaatabces gaat het om een beperkte ontsteking. Tot de mogelijke klachten behoren een branderig gevoel bij het plassen, koorts, koude rillingen, abnormale plasdrang en pijn (tussen de anus en de balzak of laag in de rug). Een acute ontsteking van de prostaat kan worden behandeld met antibiotica. Soms vormt een prostatitis het begin van chronisch bekkenpijnsyndroom.

### Prostaatkanker
Hoe ouder men wordt, des te groter de kans op prostaatkanker. Doorgaans evolueert prostaatkanker zeer traag. Hij veroorzaakt pas symptomen in een vergevorderd stadium. De symptomen en ziektetekens zijn wel dezelfde als bij een adenoom. Prostaatkanker is de meest voorkomende kanker bij mannen. De ziekte komt vrij zelden voor bij mannen onder de 60 jaar. Mogelijke behandelingen zijn het verwijderen van het gezwel door operatie, door behandeling met geneesmiddelen (hormonen) of door bestraling.

## De prostaat als seksueel orgaan
De prostaat is een seksueel zeer gevoelig orgaan, P-spot genoemd, vergelijkbaar met de vrouwelijke "G-spot". Bij receptieve anale seks van een man wordt een gedeelte van de opwinding veroorzaakt door stimuleren van de prostaat die dicht bij het rectum zit.